# Spodoptera retina
Spodoptera retina là một loài bướm đêm trong họ Noctuidae.